# 13132 Ortelius
13132 Ortelius eller 1994 PO32 är en asteroid i huvudbältet som upptäcktes den 12 augusti 1994 av den belgiske astronomen Eric W. Elst vid La Silla-observatoriet. Den är uppkallad efter arkeologen Abraham Ortelius.
Asteroiden har en diameter på ungefär 8 kilometer och den tillhör asteroidgruppen Vesta.